# Hortus Kewensis
Hortus Kewensis (abreviado Hort. Kew.) es un libro con ilustraciones y descripciones botánicas que fue escrito por William Aiton. Fue publicado en Londres en el año 1789 en 3 volúmenes con el nombre de Hortus Kewensis; or, a Catalogue of the Plants Cultivated in the Royal Botanic Garden at Kew. London.
Hortus Kewensis; or, a Catalogue of the Plants Cultivated in the Royal Botanic Garden at Kew. London, fue un catálogo de 1789 de todas las especies de plantas y luego en el cultivo en el Royal Botanic Gardens, Kew, que constituían la gran mayoría de las especies de plantas en el cultivo de toda Inglaterra. Incluía información sobre el país de origen, quien introdujo la planta en el cultivo inglés, y cuándo. Por tanto, es ahora una de las más importantes fuentes de información sobre la historia de la horticultura en Inglaterra.
Una segunda edición fue publicada entre 1810 y 1813, la mayor parte de la nueva información fue añadida por el hijo de Aiton, William Townsend Aiton. En la obra de referencias, se le da la abreviatura de Ait.Kew.